# Vera Baranyai
Vera Baranyai (* 22. Mai 1982) ist eine deutsche Schauspielerin.

## Leben
Vera Baranyai erhielt zwei Jahre Schauspielunterricht bei Keller in Berlin.
Baranyai spielte unter anderem die Hauptrolle in dem Abschlussfilm Fremdkörper von Katja Pratschke, der 2002 mit dem Deutschen Kurzfilmpreis in Gold ausgezeichnet wurde. Sie wirkte als Schauspielerin vor der Kamera bislang in mehr als 20 Film-und-Fernsehproduktionen mit.
Zusammen mit ihrem Bruder Csongor Baranyai organisiert sie als Freunde der Audiovisuellen Sozialisation (F.A.S.) Movieoke-Veranstaltungen, bei denen in Anlehnung an Karaoke Filmszenen nachgespielt werden.
Sie lebt in Berlin. Ihre zweite Muttersprache ist Ungarisch.

## Filmografie (Auswahl)
- 2005: Die Rettungsflieger – Lügen und Geheimnisse
- 2006: Heute heiratet mein Ex
- 2007: 29  ... und noch Jungfrau
- 2008: Die Anwälte
- 2008: Notruf Hafenkante – Filmriss
- 2008: Im Namen des Gesetzes
- 2008: Woher kommt die Welt?
- 2008: Inga Lindström – Der Zauber von Sandbergen
- 2008: Die Tochter
- 2009: Tatort – Altlasten
- 2009: Krauses Kur
- 2009: Genug ist nicht genug
- 2009: Marie Brand und die Nacht der Vergeltung
- 2010: Sie hat es verdient
- 2010: Kommissar LaBréa – Todesträume am Montparnasse
- 2010: Lotta & die alten Eisen
- 2012: Heiter bis tödlich – Akte Ex
- 2012: Lotta & die großen Erwartungen
- 2015: Lotta & das ewige Warum